# Moosic
Moosic é um distrito localizado no estado norte-americano de Pensilvânia, no Condado de Lackawanna.

## Demografia
Segundo o censo norte-americano de 2000, a sua população era de 5575 habitantes.
Em 2006, foi estimada uma população de 5765, um aumento de 190 (3.4%).

## Geografia
De acordo com o United States Census Bureau tem uma área de
16,9 km², dos quais 16,7 km² cobertos por terra e 0,2 km² cobertos por água.

## Localidades na vizinhança
O diagrama seguinte representa as localidades num raio de 8 km ao redor de Moosic.